# Iñaki Isasi
Iñaki Isasi Flores (Ayala, Álava, 20 de abril de 1977) es un exciclista español.

## Trayectoria
Debutó como profesional el año 2001 con el equipo Euskaltel-Euskadi. Era un ciclista rápido, con cualidades de esprínter.[cita requerida]
Su actuación más destacada como profesional fue el tercer puesto en la 5.ª etapa del Tour de Francia 2006, ganada por Óscar Freire.
A partir de 2012 desempeñó las funciones de director deportivo en el equipo Euskaltel-Euskadi.

## Palmarés
No consiguió ninguna victoria como ciclista profesional.

## Resultados en Grandes Vueltas
Durante su carrera deportiva consiguió los siguientes puestos en las Grandes Vueltas:
| Carrera | Carrera         | 2001 | 2002 | 2003 | 2004 | 2005  | 2006 | 2007 | 2008  | 2009 | 2010  | 2011 |
| ------- | --------------- | ---- | ---- | ---- | ---- | ----- | ---- | ---- | ----- | ---- | ----- | ---- |
|         | Giro de Italia  | —    | —    | —    | —    | —     | —    | —    | —     | —    | —     | 63.º |
|         | Tour de Francia | —    | —    | —    | —    | 122.º | 70.º | 90.º | 101.º | —    | 115.º | —    |
|         | Vuelta a España | —    | —    | 91.º | 89.º | —     | Ab.  | 74.º | —     | 71.º | —     | 71.º |

—: no participa

Ab.: abandono

## Equipos
- Euskaltel-Euskadi (2000[3] -2011)